# Agvavera (Ochamchire)
Agvavera (en georgiano: აგვავერა) es una aldea que pertenece a la parcialmente reconocida República de Abjasia, dentro del distrito de Ochamchire, aunque de iure es parte del municipio de Ochamchire de la República Autónoma de Abjasia de Georgia.

## Geografía
Agvavera se encuentra en la orilla derecha del río Galidzgi, a 25 km de Ochamchire. Las aldea se administra desde el pueblo de Gupi.  

## Historia
Agvavera fue registrado por primera vez en los años 30 del siglo XIX en forma de Agvara. En 1930, ingresó en el consejo de la aldea de Gupi con el nombre de Abgwavera.   